# Rîkove
Rîkove (în ucraineană Рикове) este o așezare de tip urban din raionul Henicesk, regiunea Herson, Ucraina. În afara localității principale, mai cuprinde și satele Dohmarivka, Haiove și Moskalenka.

## Demografie
Componența lingvistică a așezării de tip urban Rîkove
     Ucraineană (39,81%)
     Rusă (31,14%)
     Tătară crimeeană (1,28%)
     Alte limbi (0,47%)
Conform recensământului din 2001, nu exista o limbă vorbită de majoritatea populației, aceasta fiind compusă din vorbitori de ucraineană (39,81%), rusă (31,14%) și tătară crimeeană (1,28%).